# RadioMediaset
RadioMediaset è una società per azioni italiana che opera nel settore radiofonico.
È controllata dal gruppo Mediaset e si occupa delle attività editoriali di Radio 105, R101, Virgin Radio, Radio Monte Carlo e Radio Subasio.
È il primo editore radiofonico italiano per ascolti, secondo i dati TER del primo semestre 2023.

## Storia
La società nasce il 1º luglio 2016 per ricevere dalla capogruppo Reti Televisive Italiane le partecipazioni detenute dalle controllanti RB1 SpA e Unibas SpA, sempre di proprietà di RTI, in Virgin Radio Italy SpA, Radio Studio 105 SpA, Publisia Srl.
Tali interessenze derivano dalle operazioni di acquisizione che RTI ha condotto nel settore radiofonico: infatti, nel 2015 compra il 69% di RB1, la holding di proprietà della famiglia Hazan nonché principale azionista di Finelco (19% delle azioni con diritto di voto, 50% senza diritto di voto). Il 1º luglio 2016 RTI converte in azioni ordinarie il 50% delle azioni senza diritto di voto e rileva un ulteriore pacchetto dai fratelli Hazan, portandosi al 72,12% di RB1. Successivamente, RTI salirà al 100% per un esborso totale di 130 milioni di euro. Alla fine del 2016, la catena di comando si razionalizza: RB1 e Unibas sono fuse per incorporazione in RadioMediaset SpA.
Ad agosto 2017, per 25 milioni di euro, rileva Radio Subasio, Radio Subasio+ e Radio Suby: con questa operazione, RadioMediaset arriva a raggiungere una platea di 10,5 milioni di ascoltatori.
Nonostante anche nel bilancio 2017 di Mediaset SpA ed all'interno di diversi comunicati stampa ufficiali R101 sia indicata come uno dei brand di RadioMediaset, formalmente l'emittente è di proprietà di Monradio Srl (dato aggiornato al 31/12/2017), entità giuridica a sé stante distinta da RadioMediaset, seppur sempre di proprietà di RTI all'80%.
Il 5 settembre 2018 acquista il 100% di RMC Italia, editore di Radio Monte Carlo.
Dal 6 novembre 2018 Virgin Radio TV è nuovamente disponibile al canale 157 del digitale terrestre, dopo una prima chiusura avvenuta nel 2012.
Dal febbraio 2019 le emittenti del gruppo sono ricevibili anche in Digital Audio Broadcasting (DAB+).
Dal 23 dicembre 2019 Radio 105 TV è disponibile, oltre che in streaming, anche sul digitale terrestre al canale 157 in sostituzione di Virgin Radio TV, che resta fruibile sul satellite tramite le piattaforme Sky e Tivùsat.
Dal 2 marzo 2020 Virgin Radio TV torna sul digitale terrestre al canale 257.
Dal 10 aprile 2020 Radio Monte Carlo TV è disponibile anche sul satellite al canale 67 di Tivùsat, in sostituzione di Virgin Radio TV che resta fruibile solo sul digitale terrestre e in streaming sul sito della radio, e dal 27 aprile anche sulla piattaforma Sky al canale 716.
Dal 14 dicembre 2021, Virgin Radio TV torna sul satellite alla LCN 68 della piattaforma Tivùsat.
Dal 17 gennaio 2022, sul digitale terrestre, Radio 105 TV si sposta al canale 66 (precedentemente era al canale 157), mentre R101 TV si sposta al canale 67 (precedentemente era al canale 167).
Dal 31 gennaio 2022, Virgin Radio TV approda sulla piattaforma Sky al canale 717 raddoppiando la sua presenza sul satellite, mentre il giorno successivo lascia nuovamente il digitale terrestre.
Dal 21 dicembre 2022, le reti passano in alta definizione.

## Attività imprenditoriali

### Canali radiofonici
| Logo                       | Radio             |
| -------------------------- | ----------------- |
| Logo di R101 Radio         | R101              |
| Logo Radio 105 Network     | Radio 105         |
| Nuovo logo di Virgin Radio | Virgin Radio      |
|                            | Radio Monte Carlo |
|                            | Radio Subasio     |

### Canali televisivi
| Logo | Nome                 | Data di lancio   | LCN                | LCN     | LCN    | Streaming         |
| Logo | Nome                 | Data di lancio   | Digitale terrestre | Tivùsat | Sky    | Mediaset Infinity |
| ---- | -------------------- | ---------------- | ------------------ | ------- | ------ | ----------------- |
|      | Radio 105 TV         | 23 dicembre 2019 | 66, 566 HD         | No      | No     | HD                |
|      | R101 TV              | 13 giugno 2015   | 67, 567 HD         | No      | No     | HD                |
|      | Virgin Radio TV      | 6 novembre 2018  | No                 | 68 HD   | 717 HD | HD                |
|      | Radio Monte Carlo TV | 10 aprile 2020   | No                 | 67 HD   | 716 HD | HD                |

### Pubblicità
La raccolta pubblicitaria, fino al 31 dicembre 2021, era affidata in esclusiva alla concessionaria pubblicitaria Mediamond (50% Mediaset e 50% Mondadori).
Dal 1º gennaio 2022, la raccolta pubblicitaria delle radio del gruppo viene affidata alla concessionaria Digitalia '08 (che ha acquisito il ramo d'azienda Radio della società Mediamond).
Digitalia'08 raccoglie pubblicità nazionale per editori esterni (ai marchi radio di proprietà) con cui è partner per vari eventi musicali le radio di editori esterni sono:
- Radionorba, (con cui produce in estate Battiti Live in onda su Canale 5.)
- Radio Bruno, (con cui produce Radio Bruno Estate in onda su La5.)
- Radio Birikina, (raccoglie anche pubblicità nazionale per tutti gli altri marchi del gruppo KlasseUno.)

### Dati economici e finanziari
La sola RadioMediaset nel 2017 ha ottenuto 52,14 milioni di euro di ricavi, EBIT di 5,94 milioni e una perdita di 21,57 milioni di euro.